# Publij Kornelij Tacit
Públij (ali Gáj) Kornélij Tácit (latinsko Publius (ali Gaius) Cornelius Tacitus), rimski zgodovinar in politik, * okrog 56, Rim, † okrog 117/120.
Tacitova dela ostajajo najpomembnejši zgodovinski vir za obdobje zgodnjega principata.

## Življenje
Tacit se je rodil leta 56/57 n. š. najverjetneje v Rimu. O njem vemo razmeroma malo. Podatki izvirajo iz dopisovanja s Plinijem mlajšim in iz kratkih biografij pri poznejših avtorjih. Tacitova družina je verjetno izvirala iz Transalpske Galije ali iz Cisalpske Galije. Njegov oče je morda bil cesarski agent v Ari Agrippinensium (današnjem Kölnu) ali v Augusti Treverorum (današnjem Trierju) ter blagajnik porenskih vojsk.
Tacit je kot član višjega sloja bil deležen izobrazbe pri največjih govornikih svojega časa v Rimu.
Zaposlil se je kot odvetnik in govornik. Leta 77 se je poročil z Julijo Agrikola, hčerko rimskega generala in zavojevalca Britanije Gneja Julija Agrikole. Leta 79 je bil kvestor, 88 pretor, 97 konzul (consul suffectus) pod cesarskim vodstvom Nerve in 112 prokonzul province Azija. Kot pisec je bil blizu Salustiju. Znan je po jedrnatem slogu in analitičnosti. Med glavna dela sodi delno ohranjena zgodovina Rima, knjiga o Germanih  naslovom De origine et situ Germanorum in pogovor o govornikih. 
Umrl je okoli leta 117, morda je živel še med Hadrijanovo vladavino, do okoli 121.

## Dela
Tacitu pripisujemo pet del, ki so, vsaj v glavnem, ohranjena. Večja dela so od pisca terjala veliko časa, v nekaterih primerih tudi leta.
- 98: Agricola oz. De vita et moribus Iulii Agricolae (Agrikola oz. O življenju in navadah Julija Agrikole)

- 98: Germania oz. De origine et situ Germanorum (Germanija oz. O izvoru in domovini Germanov)

- 101/102: Dialogus de oratoribus (Razprava o govornikih)

- ~110: Historiae (Zgodbe) – rimska zgodovina od leta 68 po n. št. do leta 70, ohranjenih je zgolj pet knjig. Verjetno je Tacit napisal drugih dvanjast ali štirinajst knjig, ki naj bi pričale o Flavijski dinastiji vse do leta 96 po n. št.

- 117/120: Annales oz. Ab excessu divi Augusti (Anali oz. Od smrti božanskega Avgusta) – opis rimske zgodovine od smrti Avgusta do smrti Nerona

### Agricola - De vita et moribus Iulii Agricolae
Delo je izšlo leta 98, po smrti cesarja Domicijana (objavil ga je po cesarjevi smrti, ker bi zaradi kritik proti režimu tvegal smrt ali izgnanstvo), v času Trajanove vladavine. Bilo je napisano v obdobju, ko je Tacit pričakoval dobo svobode in sreče; upanje ga je pripeljalo do tega, da se je lotil pisanja. Delo je posvečeno njegovemu tastu, Gneju Juliju Agrikoli, ki ga je globoko spoštoval. Govori o tem, kako je, kot rimski general, osvajal Britanijo. Po uspešnih vojaških kampanjah in dobri upravi osvojenega ozemlja so ga poklicali nazaj v Rim, kjer je umrl sumljive smrti. Mnogo ljudi je že takrat sumilo, da ga je prav cesar Domicijan dal zastrupiti. Napisano je v kronološkem zaporedju. Na začetku govori o Agrikolovem otroštvu in študiju. Pomembna je njegova vojaška kariera, politični dosežki in obdobje guvernerstva. Pred tem imamo ekskurz o geografiji in o ljudstvih, ki so takrat bivala na tistih območjih. Ko opiše zmago nad Kaledonci, ljudstvom, ki je poseljevalo današnjo Škotsko, in s tem tudi zadnje leto konzulata, vnese govora dveh generalov, in sicer Kaledonca Kalgaka, ki obtoži Rimljane, da so zelo kruti, in Agrikole, ki pa govori bolj umirjeno. V zadnjih poglavjih razpravlja o Domicijanovi ljubosumnosti do Agrikolovih dosežkov in o njegovi sumljivi smrti. Agrikola je bil zelo moralen človek in je deloval zgledno. Občutil je dolžnost do Rima in je skušal biti objektiven, saj je ta dolžnost bila pomembnejša kot nasprotovanje Domicijanovemu delovanju. Delo se zaključi z epitafom oz. nagrobnim besedilom, posvečenim Agrikolovemu življenju. Stil pisanja je visok in plemenit. Zgleduje se po Salustiju, Liviju in Ciceru.

### Germanija - De origine et situ Germanorum
Germanija je etnografski esej, ki ga je Tacit napisal okoli leta 98 n.š. V tem delu opisuje germanska ljudstva, ki so živela izven rimskih meja. Delo je razdeljeno na 46 poglavij; po vsebini ga lahko delimo na troje: od 1. do 6. poglavja opisuje germansko deželo in izvor Germanov. Od 7. do 27. poglavja govori o politični in vojaški organizaciji Germanov ter o njihovih navadah. Od 28. do 46. poglavja opisuje različna germanska plemena. Tacit želi opisati deželo, zakone in navade Germanov. Na začetku opiše značilnosti Germanov in germanske dežele na splošno, nato se osredotoči na opis približno sedemdesetih germanskih plemen. S tem delom želi seveda opisati na splošno ljudstvo Germanov, ampak želi tudi dokazati Rimljanom in predvsem Trajanu, da je to ljudstvo za njih nevarno, predvsem tisti, ki živijo na meji z rimskim ozemljem. Tacit tudi hvali Germane, saj imajo veliko pozitivnih lastnosti, pove, da imajo ti enostavne navade, da so v bitkah zelo korajžni in zvesti in da so zelo gostoljubni. Hvali tudi germanske žene, saj pove, da so boljše kot rimske, kajti ne omejujejo števila otrok, vsem sinovom sledijo od rojstva in jih ne zaupajo dojiljam. Seveda tem pozitivnim lastnostim sledijo tudi kritike, saj pove, da možje zelo radi pijančujejo, da so leni in da so barbarsko ljudstvo. Obstajajo zelo velike možnosti, da Tacit ni nikoli obiskal germanske dežele in da je večino podatkov prevzel iz dela Plinija Starejšega "Bella Germaniae".
Imamo tudi različne interpretacije tega dela. Nekateri strokovnjaki pravijo, da je to delo tesno povezano s politiko, saj Tacit želi obvestiti Trajana, da so Germani zelo nevarni in da jih je treba napasti, preden bi se ti še bolj okrepili. Drugi strokovnjaki pa trdijo, da je Tacit napisal to delo samo, ker je Rimljane zanimalo vse, kar je bilo "eksotičnega". Tretja interpretacija pa je ta, da je želel Tacit pokazati Rimljanom, kako imajo Germani - sicer primitvno ljudstvo - zelo enostavne, pristne in pozitivne navade, Rimljani pa živijo v korupciji.

### Dialogus de oratoribus
Delo se razvija s pogovorom štirih govornikov, ki razpravljajo o vzrokih propada govorništva in o njegovi pomembnosti. Sprašuje se, ali je vzrok propadanja v spremenjeni vzgoji ali pa v novem pristopu do pouka retorike; iz branja pa izhaja, da Tacit pripisuje slabšanje govorniške umetnosti predvsem spremenjenim političnim razmeram, ki ne spodbujajo več svobodnega političnega udejstvovanja.
Kritiki so trdili, da je to Tacitovo zgodnje delo, kajti slog se zelo razlikuje od ostalih njegovih del; pripoved se namreč odvija v sedemdesetih letih prvega stoletja. Ugotovili so pa, da pripada obdobju med letoma 100 in 105. Tacit je študiral in se veliko zanimal za govorništvo in prav ta je vzrok za nastanek tega dela.

### Historiae
Delo je bilo napisano med letoma 100 in 110. Pokriva obdobje po Neronu, leto štirih cesarjev in flavijsko dinastijo do smrti Domicijana. Ohranjene so samo prve štiri knjige in 26. poglavij pete knjige, ki pokrivajo leto 69 in začetek leta 70.
Prva knjiga: uvod ter Tacitovo mnenje o navedeni zgodbi. Neronova smrt, vojaška anarhija in krajša obdobja vladanja Galbe in Otona.
Druga knjiga: Vespazijan in Mucijan. Ljudstvo ljubi vladavino Vitelija, a ga kmalu izda Caecina Alienus. Vespazijana obožuje in podpira vojska.
Tretja knjiga: opis dogodkov iz septembra in oktobra leta 69. Smrt Vitelija in povzdig Vespazijana.
Četrta knjiga: Vespazijan in Mucijan ustalijo lastno politično pozicijo. Mucijan naroči umor Vitelijevega sina. Začetek političnega nastopa Domicijana.
Peta knjiga: obleganje Jeruzalema ter neredi v Germaniji. V tej knjigi jasno opiše javno rimsko mnenje o Judih, kot o narodu, ki je zaverovan v lastne zakone in v čaščenje svojega (edinega) Boga. Ta komentar je spodbudil nenaklonjenost Rimljanov do Tacita. Avtor je imel sicer podobno (stereotipno) mnenje o Judih, kot njegovi sodobniki, čeprav se je v delu izrazil pretirano. Judom je posvetil 13 poglavij, v katerih ne izraža zgolj nesoglašanja in odpora, temveč tudi sovraštvo in antisemitske ideje. V judovskem tradicionalizmu namreč vidi zaničevanje rimske slave. Sovraštvo do tega naroda utemeljuje tudi z dejstvom, da se oni ne držijo rimskih zakonov, temveč da sledijo zgolj njihovim pravilom. Dodaten razlog za antisemitizem je za Tacita dejstvo, da Judje ne častijo rimskih vladarjev, to ga privede do formulacije izredno negativne kritike. Razlog za tako vedenje najde v njihovem domišljanju.

### Annales - Ab excessu divi Augusti

#### 6. knjiga
Šesta knjiga Tacitovega dela Anali obravnava različne dogodke iz rimske zgodovine.
Čeprav avtor izpostavi veliko informacij, se vsi dogodki vrtijo okoli neke glavne vrtilne osi, in sicer okoli cesarja Tiberija in njegovega despotizma. Avtor začne pripovedovanje z izpostavljanjem druge pomembne figure za razumevanje celotnega dela, in sicer Lucija Elija Sejana, prefekt pretorijanske garde i v enem od obdobij vladavine Timerija de facto vladar Rimskega cesarstva. Opiše njegovo stoično smrt z mečem. Čeprav so bili vsi proti njemu, si ga nihče ni upal ničesar obtožiti. Tacit opredeli številne dogodke, ki so se zgodili v Rimu in okolici v tistih letih. Govori o umorih, o katastrofalni situaciji, o grozotah rimskega sveta. Omenja raznorazne osebnosti, kot na primer Publija Vitelija ali Pomponija Sekunda, oba povezana s Sejanom, oba prisiljena sprejeti usodo, prvi s tem, da je naredil samomor, drugi tako, da se več mesecev ni pojavljal v javnosti. Vsi, ki so predstavljali neko nevarnost za Tiberijevo vladavino so bili obtoženi. Senat, cesar, vodilne osebnosti se niso ustavili samo pri glavni “nevarnosti”. Maščevali so se nad celotno družino, nad mladimi sinovi in hčerami. Tacit opiše grozote, ki so jih bili deležni mladi fantje in dekleta. Ječa, posilstva, križanja, obešanja, vse to je bilo nekaj vsakodnevnega v takratnem rimskem svetu. Zgodovinar pravi, da ni mogel opredeliti vsake osebnosti posebej, ker jih je bilo res veliko. Obtoženi so bili vsi, ne glede na spol ali starost, npr. stara Vitija je bila obsojena, ker je jokala zaradi sinove smrti. Velikokrat so osumljenci raje naredili samomor, kot da bi umrli nasilne smrti. Bali so se morebitnega naročenega morilca, poleg tega s samomorom so imeli pravico do pogreba, česar niso imeli v primeru nasilne smrti.
Avtor vnaša pojme iz antične filozofije ter se sprašuje, kako je mogoče, da so bogovi dovolili nekaj tako hudobnega in grozljivega. Tacit pravi, da so si filozofi obrazložili vse to, tako da so trdili, da se bogovi sploh niso menili za človeško usodo. Nekateri pa so dajali krivdo usodi, češ, da tako je in je ne moreš spremeniti ali vplivati nanjo.
Tacit omenja še bitko med Parti in Sarmati, o velikanskem rimskem požaru, ter zaključi pisanje šeste knjige z omembo Neronovega sina. 

#### 11. knjiga
Enajsta knjiga je osredotočena okoli dveh letnic, in sicer leti 47. in 48. po Kristusu. Tudi v tej knjigi Tacit opredeli številne dogodivščine, tipične za rimski svet. Govori o politiki in o pravnem življenju v Rimu.
Veliko govora je Klavdiju in o njegovi ženi Mesalini. Ona je bila zaljubljena v nekega mladega Rrimljana, po imenu Gaj Silija, ki je bil že poročen. Začela se je ljubezenska zgodba, ki je trajala nekaj časa. Klavdij ni vedel nič o tem. Zveza je bila tako močna, da v trenutku, ko se je Klavdij oddaljil iz Rima, sta se Mesalina in njen ljubimec poročila. Poroka ni bila zasebna, vsi so vedeli zanjo. Poročila sta se pred občinstvom, oba sta imela pričo ob strani. Vse je potekalo, kot da bi bila neka normalna poroka. V trenutku, ko so Klavdija obvestili o tistem, kar se je dogajalo o Rimu, ni mogel verjeti. Bal se je, da bi Silija pridobil preveč moči v Rimu. Odločil se je, da se bo maščeval. Ko se je vrnil v Rim je Silija vedel, da ni imelo smisla se braniti, edino kar si je želel je bilo, da bi umrl hitro in tako je tudi bilo. Mesalinina usoda je bila podobna. Tudi ona je umrla, vendar Klavdij ni želel poznati načina usmrtitve. Važno je bilo, da ni izgubil svoje moči. Ne vemo, če je bil cesar žalosten, vesel ali jezen; vendar celo senat je bil na Klavdijevi strani, tako da je dal izbrisati Mesalinino ime z vseh kipov, tako zasebnih kot javnih. 
Tacit je v knjigi omenil tudi druge pomembne dogodke. Govori o Mitridatu in o njegovi zasedbi Armenije. Govori o znanih ludi saeculares, igre v čast Avgustu. Govori tudi o Galcih, o njihovi asimilaciji z rimskim narodom. 

#### 16. knjiga
Šestnajsta knjiga je v celoti osredotočena na Nerona in na smrti različnih, bolj ali manj vplivnih rimskih osebnosti.
Knjiga se začne z imenom Casellia Bassa, kateri je razkril Neronu obstoj neke jame, v kateri naj bi se skrival zaklad. Rimljani so bili prepričani, da je Neron prinesel veliko bogastvo v Rim in da je zapravljal njihov denar.
Tacit omenja tudi znan Neronov glasbeni nastop. Vsi so bili prisiljeni ga hvaliti in izkazovati užitek, čeprav ni bilo tako. Če tisti, katerim ni bilo všeč kar so videli, niso ploskali na ukaz ali podobno, so tvegali življenje. Obstajali so celo vojaki, ki so med prireditvijo kontrolirali, da so vsi prisotni ploskali ter da ni bilo niti trenutka zadrege.
Avtor opiše brutalno smrt Popeje, ki naj bi jo Neron smrtno udaril (najverjetneje je pa umrla zaradi zapletov pri nosečnosti).
Veliko govora je o Petroniju, ki so mu tudi rekli arbiter elegantiae. Kar je bilo lepo za Petronija, to je bilo lepo tudi za Nerona. Ko pa se je naklonjenost cesarja obrnila v sum, je tudi on moral narediti samomor zaradi zavisti drugih. Tudi v samomoru je bil zelo eleganten. Prerezal si je žile in nato si jih nato dal zašiti. Želel je, da bi njegova smrt izpadla kot naravna. Pred smrtjo je napisal tudi knjigo, v kateri je podrobno opisal vse Neronove umazane posle, omenil z imenom in priimkom vsakega ljubimca in vsako ljubimko. Knjigo je nazadnje poslal Neronu. Tik pred smrtjo pa je dal uničiti prstan s svojim pečatom, tako da ne bi oškodoval drugih ljudi.
Tacit omenja druge nesrečneže, ki so umrli zaradi Nerona in njegove blaznosti. Pripoveduje zgodbo o Traseju in o njegovi družini, ki je bila v celoti obsojena na smrt.